# 永楽倶楽部
永楽倶楽部（えいらくくらぶ）は、日本の社交クラブ。

## 概要
1915年(大正4年)に、当初早稲田大学の校友会倶楽部として発足した。設立時は、麹町区内幸町に早稲田大学校友会が購入した西洋建二階家をクラブハウスとして「早稲田倶楽部」の名称で発足し、その2年後の1917年(大正6年)11月26日に、麹町区永楽町に新築された日清生命保険会社の木造3階建て建築物の3階にクラブハウスを移転し、「永楽倶楽部」と名称を改めた。現在は、会員資格を早稲田大学出身者に限らず門戸を広げ、さまざまな出身の会員による倶楽部となっている。

## 沿革
- 1915年(大正4年)9月　早稲田大学の創立者大隈重信により「早稲田倶楽部」として麹町区内幸町に創立
- 1917年(大正6年)12月　永楽町(現大手町)に日清生命本社ビルが落成し、同ビルに移転したのに伴い、永楽倶楽部と改称
- 1990年(平成2年)10月　野村ビルの改築計画を機に倶楽部施設を野村ビル3号館に移転
- 1994年(平成6年)4月　丸の内野村ビルが改築され、大手町野村ビルとなり、その落成を機として同ビル19 階に倶楽部ハウスを移転
- 1997年(平成9年)5月　千代田区永田町「山王センタービル」7階に移転

## 歴代会長
- 1915年～　平沼淑郎（第三代早大学長）
- 1927年～　高田早苗（元文部大臣、第三代早大総長）
- 1933年～　松平頼壽（高松松平家十二代当主、貴族院議長）
- 1947年～　増田義一（実業之日本社設立者）
- 1952年～　中川末吉（古河電気工業会社専務）
- 1963年～　原安三郎（日本化薬社長）
- 1975年～　大濱信泉（第七代早大総長）
- 1977年～　島田孝一（第六代早大総長）
- 1979年～　河野謙三（参議院議長、日本体育協会会長)
- 1985年～　大隈信幸（参議院議員、各国大使等歴任)
- 2004年～　奥島孝康（第十四代早大総長)

## 設立時の大隈重信の演説
『早稲田大学記念誌』より
会長、諸君、早稲田大学の校友会に於て倶楽部設立の問題が提唱せられたのは十数年前よりのことである。所が中々実現しなかつた。漸く両三年前に内幸町に小さな倶楽部の形ちだけ出来上つたが頗る貧弱のもののやうであつた。然るに昨年の初冬に至り此早稲田大学と密接の関係ある日清生命保険会社の好意に依り、本社新築と共に其三階全部を倶楽部的に設計し、之を我早稲田大学の交友倶楽部に提供さるることとなり、かやうに広い、美しい、設備の整つた倶楽部が出来上がり、本日ここに移転式を挙げ、兼ねて会員の新年宴会を開くに至つたのは、お互い喜びに堪へぬ次第である。
抑も倶楽部は近代文明の進歩と共に欧米に発達し、社会的に最も必要なる機関として汎く利用せらるるに至つたものである。現今の社会は産業上に於ても、政治上に於ても、又教育上に於ても、競争が激甚となり、非常なる努力・活動を要するに至つた。然しながら人間の力には自から限りがある。活動の後には必ず休息を要する。此休息の時間を倶楽部に於て費し、疲労したる心神に慰藉を与ふることが必要である。我国には昔から茶屋・待合と云ふものがあつて、一種の倶楽部のやうな用を為し来つたものであるが、之は大に弊害があるやうである。社会の進歩と共に西洋流の倶楽部の発達を来し、茶屋・待合と云ふやうな旧式のものは漸次に減少するであらうと思ふ。
　日本に於ても昨近文明の進歩と共に倶楽部は日を逐うて発達しつつあるのである。倶楽部の目的は云ふまでもなく可成多数の会員を包容して、各方面の知識を網羅し、共同的精神に基きて各自に其知識を交換し、談笑裡に娯楽を倶にしつつ更に活動の要素を造るに在るのである。多数の人が雑然として集つただけでは利益を得ることは出来ない。恰も神経系統の如くに之を統一し、綜合して、組織的に進歩しなくつては何にもならぬ。倶楽部の用件は此点に存するのである。かやうに秩序を立て組織的に成立つ所の倶楽部は、有意的又無意的に多くの人心を融和し、社会に多大の利益を与ふるのである。此倶楽部が数年前に出来て居て、交友の多数が常にここに集合して意思の疏通を計つて居たならば、或は昨夏の事件のやうなことも起こらなかつたかも知れぬ。

交詢社は福澤翁の主唱の下に今より三十年前に出来て、其設立の当時は吾輩も相談を受けた一人である。此倶楽部は我国に於て比較的に創立の古いだけ、それだけ発達をして居る。御承知の通り交詢社は慶応が中心となつて居るが、此永楽倶楽部も之と同様に我早稲田を中心として、益々発展せむことを希望する訳である。殊に此倶楽部は位置が頗る宜しい。丸の内は帝都の中央にして大銀行・大会社の宏壮なる建物の集合する所である。即ち我国の政治上、産業上其他百般の中心地であり、中央停車場も此倶楽部の軒下に在る。此点から云ふと此倶楽部は其位置に於て天下第一等である。従て会員諸君が之を利用さるるに最も便利である。願くば校友諸君の多数が此倶楽部の会員として盛に之を利用し、社会の為めに早稲田大学の為めに貢献せられむことを望み、併せて此倶楽部の繁栄と発達向上とを祈る次第である。